# Pegulan-Werke
Die Pegulan-Werke wurden 1946 von Fritz Ries in Frankenthal in der Pfalz gegründet.
Das Unternehmen war nach dem Krieg neben der Deutsche Linoleum-Werke AG der größte deutsche Hersteller von Linoleum-Bodenbelag. Dazu kamen später Teppichböden, Kunststoffböden (PVC), Spezialbeläge, Profile, Folien, Gewebe und Isolierungen aus Kunststoff. 1961 wurde die Pegulan Teppichboden GmbH in eine AG umgewandelt. Großaktionär Ries wurde Vorstandsvorsitzender.
Im Geschäftsjahr 1972/73 hatte die Pegulan-Werke AG über 2.000 Beschäftigte, zahlreiche Tochterunternehmen und einen Umsatz von ca. 400 Millionen DM, einschließlich der Dr.-Ries-Gruppe, zu der die Badischen Plastic-Werke in Bötzingen und das ROPLASTA-International Dyna-Plastik-Werk in Bergisch Gladbach gehörten, mehr als 500 Millionen DM. Vorsitzer des Aufsichtsrats war Ernst Rieche, Mitglied des Vorstands der Commerzbank AG, stellvertretender Vorsitzer des Aufsichtsrats Hanns Martin Schleyer, Mitglied des Vorstands der damaligen Daimler-Benz AG, Stuttgart.
Mitte der 1970er Jahre geriet die Pegulan-Werke AG in finanzielle Schwierigkeiten. 1975 wurde mit den Gläubigerbanken ein Stillhalteabkommen (Moratorium für ein Jahr) vereinbart. Ebenfalls 1975 erhielt das Unternehmen eine Bürgschaft des Landes Rheinland-Pfalz über 15 Millionen Mark. Ein Jahr nach dem Suizid von Fritz Ries übernahm Dieter H. Vogel den Posten des Vorstandsvorsitzenden und sanierte den Konzern. Binnen zwei Jahren machte er aus 40 Millionen DM Verlust einen ebenso hohen Gewinn.
1987 erwarb die Swedish Match AB, die zuvor den schwedischen Bodenbelagshersteller Tarkett übernommen hatte, die Mehrheit und fusionierte beide Firmen zur Tarkett Pegulan AG. Nach weiteren Übernahmen (unter anderen durch den Bodenbelags- und Kunststoffartikelhersteller Sommer-Allibert) und Veräußerungen gehört es heute zur inzwischen französischen Unternehmensgruppe Tarkett.